# Bell hooks
Gloria Jean Watkins, mer känd som bell hooks, född 25 september 1952 i Hopkinsville i Kentucky, död 15 december 2021 i Berea i Kentucky, var en amerikansk professor, författare, feminist och politisk aktivist.
hooks var sedan 1990-talet en av den amerikanska feminismens förgrundsgestalter. Hennes arbete med kön, etnicitet, klass och sexualitet har haft stor betydelse för en bredare förståelse av feminism och intersektionalitet.

## Biografi
bell hooks var professor i afroamerikanska studier och engelska vid Yale, och lektor (Associate Professor) i Women's studies och amerikansk litteratur vid Oberlin College i Ohio. 2014 grundade hon bell hooks Institute vid Berea College i Berea i Kentucky.

### Namn och idéer
Namnet bell hooks tog hon från sin gammelmormor. Hon stavade hela namnet med gemener då hon vill dra uppmärksamhet till verket, inte till namnet.
hooks definierade feminismen som "en rörelse för att stoppa sexism, utnyttjande av kvinnor och förtryck." Hon förenade feminismen med ett tydligt klassperspektiv och kritiserade den hegemoni som hon ansåg finns inom traditionell amerikansk feminism, där vita medelklasskvinnor främst formulerade problem och lösningar. 
I en av sina mest kända böcker, Ain’t I a Woman? skrev hon om rasismens historiska konsekvenser för svarta kvinnor, medias stereotyper om svarta kvinnor, och om "white-supremacist-capitalist-patriarchy", vit makt-kapitalist-patriarkatet.

### Influenser
hooks inspirerades bland annat av sin gammelmormor Bell Hooks och av den afroamerikanska slaverimotståndaren och feministen Sojourner Truth (vars tal Ain't I a Woman? inspirerade hooks första längre text). Andra influenser var den brasilianske utbildaren Paulo Freire (vars perspektiv på utbildning hon tar till sig i sin teori om engagerad pedagogik), den peruanske pedagogen, teologen och dominikanerprästen Gustavo Gutiérrez, psykologen Erich Fromm, dramatikern Lorraine Hansberry, buddhistmunken Thich Nhat Hanh, den amerikanske författaren James Baldwin, den guyanska historikern Walter Rodney, och medborgarrättskämparna Malcolm X och Martin Luther King Jr.

## Utmärkelser
bell hooks har rankats som en av de mest inflytelserika amerikanska tänkarna av Publishers Weekly och The Atlantic. Hon har mottagit bland annat
- The American Book Awards/Before Columbus Foundation Award
- The Writer's Award från Lila Wallace-Reader's Digest Fund
- The Bank Street College Children's Book of the Year

### Barnböcker
- Happy to be nappy 1999
- Homemade Love 2002
- Be boy buzz (2002)
- Skin again (2004)
- Grump groan growl (2008)